# 중설 비원순 중고모음
중설 비원순 중고모음(中舌 非圓脣 中高母音) 또는 중설 평순 중폐모음(中舌 平脣 中閉母音)은 모음의 하나이다.
- 이 모음은 혀의 위치를 전설모음일 때와 후설모음일 때의 중간 정도로 해서 발음하는 중설모음이다.
- 이 모음은 입술을 둥글게 하지 않고 발음하는 비원순모음이다.
- 이 모음은 혀의 위치를 고모음과 중모음의 중간 위치로 해서 발음하는 중고모음이다.

## 예시
| 언어                | 철자 | 발음    | 뜻         | 비고                                     |
| 오스트레일리아 영어 | bird | [bɘːd]  | '새'       | 보통 'ɜː'로 서술됨                       |
| 뉴질랜드 영어       | bit  | [bɘt]   | '조금'     | 다른 지역 방언에서는 /ə/와 /ɪ/가 합류함. |
| 마푸체어            | elün | [ë̝ˈlɘn] | (…을) 주다 |                                          |
| 한국어              | 어른 | [ə̝ːɾɯ̽n] | '어른'     | ə의 중고모음화.                          |
| 몽골어              | үсэр | [usɘɾɘ̆] | '뛰다'     |                                          |